# ライアン・カウリング
ライアン・カウリング（Ryan Cowling、1976年2月5日 - ）は、イギリスの車いすラグビー選手。イングランドマトロック出身。

## 略歴
2014年、車いすラグビーを始める。
2016年、リオデジャネイロパラオリンピック競技大会イギリス代表に選ばれる。
そして2021年、東京2020パラオリンピック競技大会イギリス代表に選ばれて金メダル獲得。